# ブレビアテア綱
ブレビアテア綱(class Breviatea)は、鞭毛を持つアメーバ様生物数種が含まれる分類群である。真核生物の起源からオピストコンタに至るまでの、系統的に深いところから分岐する生物群の1つである。

## 特徴
細胞が移動する方向へ1本の鞭毛を伸ばしている。糸状仮足を伸ばして這いながら、バクテリアを捕食して生活している。生息環境は微好気的もしくは嫌気的で、典型的なミトコンドリアを持たないが、大きなミトコンドリア様オルガネラがある。

## 分類
21世紀になってから認識された新しい分類群である。もともとマスチゴアメーバの1種だとされていた培養株(ATCC 50338)が、分子系統解析でマスチゴアメーバ科やそれに近縁なペロミクサ科とは離れた位置で環境DNA由来の配列と単系統群をつくることから認識された。当初はアメーボゾアの中で最も基部に近い分類群として設立されたが、その後アメーボゾアよりもオピストコンタの方に近縁であることが示されており、オバゾアというクレードに所属させられている。ブレビアチダ目(order Breviatida)ブレビアータ科(family Breviatidae)のみからなり、以下の4属4種が記載されている。
- Breviata Walker et al., 2006[3]
ブレビアテア綱が設立された後に、ATCC 50338を新属新種Breviata anathemaとして命名した。元は汽水湖から単離されている。
- Lenisia Hamann et al., 2016[4]
前鞭毛と後鞭毛の2本を持ち細胞が細長い。潮間帯底泥の酸化還元境界付近から単離され、4番目の新属新種Lenisia limosaとして命名された。この種はArcobacterとの間で水素を介した双利共生関係にあるとされている[4]。
- Pygsuia Brown et al., 2013[2]
前鞭毛と後鞭毛の2本を持つ。河口汽水域のごく浅い底泥から単離され、3番目の新属新種Pygsuia biformaとして命名された。
- Subulatomonas Katz et al., 2011[5]
細胞が鞭毛に沿って前方に伸びている。近海の底泥から見出され、2番目の新属新種Subulatomonas tetrasporaとして命名された。